# الویرا مادیگان (فیلم ۱۹۶۷)
الویرا مادیگان (انگلیسی: Elvira Madigan) فیلمی در ژانر زندگی‌نامه به کارگردانی بو ویدربرگ است که در سال ۱۹۶۷ منتشر شد. از بازیگران آن می‌توان به پیا دگرمارک و تومی بریگرین اشاره کرد.
پیا دگرمارک جایزه بهترین بازیگر زن جشنواره فیلم کن سال ۱۹۶۷ میلادی را برای بازی در این فیلم دریافت کرد.